# 木藤裕次
木藤 裕次（きとう ゆうじ、1976年5月2日 - ）は、日本の男性プロレスラー。愛知県小牧市出身。

## 来歴
愛知県立小牧高校を卒業後、JWA東海プロレスでアマチュアデビュー。その後IWA・JAPANに入門し、1997年3月10日、千葉・館山市民センターでの佐藤孝至戦でプロデビュー。
2000年にはアメリカ遠征を決行し、BZWヘビー級王座を奪取する。
帰国後はヒールに転じ、「ブレーキの壊れた原付」の異名を取り、タイガー・ジェット・シンと暴れまわる。2002年、シンと決別してIWA正規軍復帰。
2005年、IWAを退団。
2006年11月、BRAVES旗揚げに参加。リングネームをYUJI KITOとしてHIRO KONDOと「アロマナックルズ」を結成。
2007年、フリーに転向し、地元のDEPなどインディ団体を転戦する。
2011年1月29日、SMASHワールドトライアウトに出場。以降SMASHにレギュラー参戦。なお、SMASHには当初本名で参戦していたが、矢郷良明より改名を勧められ、6月20日より木藤 勝利（きとう かつとし）と改める。だが、改名後初の試合で奮わず木藤 拓也に再改名した。なお、SMASH以外のインディ団体では引き続きYUJI KITOを使用している。
2012年のSMASH解散後、TAJIRIよりWrestling New Classic入団の誘いを受けるが参戦はするも所属契約は拒否し、自主興行「クズプロ」を6月2日に新木場1stRINGで旗揚げすると発表した。クズプロ旗揚げ後はリングネームを木藤拓也に統一した。
2014年6月を最後に主戦場のWNCが活動停止。7月17日のWNC-REINA新木場大会よりリングネームを本名に戻す。その後はREINA及びガンバレ☆プロレスを中心に活動。
2015年4月、ASUKA PROJECTへの所属が発表された。またVKFで結成されたIWA連合軍ではデッドボール木藤のリングネームで戦う。
2019年3月18日、所属していたASUKA PROJECTが後楽園ホール大会をもって解散。以後フリーとして活動。

## 得意技
- バルス - ボディスラムの要領で抱えあげたのち、相手の態勢をサイドに入れ替えマットに叩きつける技。
- スプラッシュ
- ヘッドロック
- フィッシャーマンバスター
- IWAスペシャル

## タイトル歴
- BZWヘビー級王座
- WNC王座（第7代）

## リングネーム
- 木藤 裕次（本名。デビュー当時と現在）
- YUJI KITO（BRAVESなど）
- 木藤 勝利（一時期SMASHで使用）
- 木藤 拓也（SMASH→WNC時代）
- 木藤 静香（WNCで稀に使用）
- デッドボール木藤